# Rijksbeschermd gezicht Acquoy
Gezicht Acquoy is een van rijkswege beschermd dorpsgezicht in Acquoy in de Nederlandse provincie Gelderland. De procedure voor aanwijzing werd gestart op 13 mei 1965. Het gebied werd op 31 maart 1967 definitief aangewezen. Het beschermd gezicht beslaat een oppervlakte van 3,1 hectare.
Panden die binnen een beschermd gezicht vallen krijgen niet automatisch de status van beschermd monument. Wel zal de gemeente het bestemmingsplan aanpassen om nieuwe ontwikkelingen in het gebied te reguleren. De gezichtsbescherming richt zich op de stedenbouwkundige en cultuurhistorische waardering van een gebied en wil het toekomstig functioneren daarvan veiligstellen.